# Бондар Олексій Станіславович
Бондар Олексій Станіславович (27 червня 1941, с. Бриєни Арцизького району Одеської області — 18 лютого 2005, м. Сокиряни Чернівецької області) — український журналіст, поет, публіцист, нарисовець, громадсько-культурний діяч, почесний громадянин міста Сокиряни. Член Національної спілки журналістів України.

## Біографія
Олексій Бондар народився 27 червня 1941 року під час евакуації і бомбардирувань у перші дні ВВв у с. Бриєни Арцизького району Одеської області, проживав у с. Волиця Хмельницької області в селянській родині. По закінченні школи працював у Хмельницькому будівельно-монтажному управлінні лінійником, радіофіковував села. Служив у Радянській Армії радіомеханіком. Закінчив Кам'янець-Подільський педінститут. Працював у районних газетах Поділля, Криму, з 1967 р.- у Сокирянській районній газеті Чернівецької області «Дністрові зорі»: літпрацівником, завідувачем відділу, заступником редактора, редактором. 34 роки у журналістиці, з них — 33 у «Дністрових зорях». Був співредактором спільного випуску (автори проекту Михайло Іванеско, Орест Проданюк, Юхим Гусар) районних газет Чернівецької області «Перебудова: проблеми, пошуки, резерви» (1989. — 22 березня).

## Творчий шлях
Вірші почав писати у шкільні роки. Окремі поезії друкувалися у військових газетах. Під час служби в Радянській Армії став переможцем поетичного конкурсу газети «Новгордский комсомолец» (Росія). Його поетичний талант і організаторські здібності розквітнули у Сокирянах, де з 1967 по 2005 р. очолював районне літературно-мистецьке об'єднання «Польова веселка» при газеті «Дністрові зорі» багато членів якого стали авторами власних книг: Інна Багрійчук, Михайло Брозинський, Василь Гандзій, Іван Гончар, Юхим Гусар, Тамара Лаврук, Володимир Мартинюк, Михайло Мафтуляк, Іван Нагірняк, Олександр Чорний, Надія Юзефович…
Став наставником багатьох поетичних обдарувань. Редактор і автор передмови збірки поезій Надії Юзефович «На струнах душі» (Сокиряни, 2002).Популяризатор і пропагандист творчості композитора Михайла Мафтуляка про якого опублікував дослідницькі розвідки йесе: «І серце піснеюозвалось», «Коли знайома пісня лине», «Торкаючись струн серця», «І розвеснів осінній день», «Нев'януча весна митця», «На крилах поезії і музики»… Автор переднього слова до нотного видання М. Мафтуляка «Допоки музика звучить» (Київ: Арфа, 1996).

## Пісні
На слова Олексія Бондара пісні друкувалися у газеті «Дністрові зорі», літературно-мистецьких випусках «Польова веселка», звучали по радіо, увійшли до збірників композиторів.
- Мафтуляк М. Допоки музика звучить. — Київ: Арфа, 1996:
  - Краю мій.- С. 33-36.
- Мафтуляк М.Першоцвіти: Вокально-хорові твори. — Чернівці: Місто, 2004:
  - Ветерани.- С. 34-37.
  - Здрастуй, рідне село. — С.58-60
  - Журналісти. — 96-98.
- Мафтуляк М. Лунає музика землі…: вокально-хорові твори. — Снятин: Музично-видавничий дім «В.Лазеренко», 2008.— IN-M64-269051-419-5:
  - Коли співають діти.- С. 17-18.
  - Пісня про ВПУ. С.— 27-28.
  - Краю мій.- С.52-55.
  - Буковинська зіронька. — С. 56-60.
- Мафтуляк М. Шануймося та будьмо: Вокально-хорові твори. — Снятин: Музично-видавничий дім «В. ЛАЗАРЕНКО», 2011. — IN-MF-04-0055823:
  - Одна Україна у нас… — С. 3-7.
  - Квітуча гілко України. — С.23-27.
  - Дністрові зорі.- 69-71.

## Книги
- Бондар О. Нев'януча весна: Поезії. — Сокиряни, 2001. — 107 с.
- Бондар О. …Вас всіх ніжно любив. — Чернівці: Видавничий дім «Букрек», 2007. — 184 с. — ISBN 966-399-050-3.